# نيوكاسل إيست إند
كان نادي نيوكاسل إيست إند لكرة القدم (بالإنجليزية: Newcastle East End Football Club)‏ نادي إنكليزي لكرة القدم من مدينة نيوكاسل أبون تاين، لعب لفترة وجيزة في دوري الشمال [الإنجليزية] وكأس الاتحاد الانجليزي في وقت متأخر في القرن 19. تاريخهم بالكامل حدث خلال العصر الفيكتوري. اشتهر النادي بكونه أحد فريقي كرة القدم اللذين اندمجا لتشكيل نيوكاسل يونايتد في عام 1892.

## تاريخ
شكل النادي في نوفمبر 1881 بعد النادي المحلي نادي ستانلي للكريكيت (بالإنجليزية: Stanley Cricket Club)‏، حيث قرر النادي تشكيل فريق لكرة القدم. يقع مقره في منطقة بيكر (نيوكاسل) [الإنجليزية]. فاز النادي بمباراته الأولى بنتيجة 5-0 على احتياطي إلسويك ليذر وركس (بالإنجليزية: Elswick Leather Works reserves)‏.

### تغيير الاسم
بسبب الخلط بينه وبين فريق من ستانلي (مقاطعة دورهام) [الإنجليزية]، غير اسم النادي إلى نادي نيوكاسل إيست إند لكرة القدم في أكتوبر 1882، كانت المباراة الأولى التي لعبت تحت الاسم الجديد ضد هامسترلي رينجرز (بالإنجليزية: Hamsterley Rangers)‏، والتي جرت في 7 أكتوبر 1882، وانتهت 1-0 لصالح إيست إند. كان ويليام فيندلاي، وأليكس وايت، وتوم واتسون من بين اللاعبين الأوائل للنادي.  في الأصل، لعب إيست إند مبارياته في شارع ستانلي في بيكر، ولكنه انتقل إلى طريق تشيلينجهام (بالإنجليزية: Chillingham Road)‏ علي بعد مسافة قصيرة من بيكر، على الحدود بين بيكر وهيتون (نيوكسل) [الإنجليزية] خلال عام 1884، بالقرب من شبكة السكك الحديدية. النادي من الأعضاء المؤسسين لدوري الشمال.
كان إيست إند أول نادٍ من نيوكاسل يصبح محترفًا في عام 1889، كانت خطوة كبيرة لنادي كرة قدم شمالي. كما أصبحوا شركة محدودة في مارس 1890 برأسمال 1000 جنيه من عشرة شلن. خلال المواسم الثلاثة التي شارك فيها إيست إند في دوري الشمال، بدءًا من موسم 1889-90، احتلوا المركز الرابع والسادس والرابع مرة أخرى على التوالي. كان ميدلزبره أيرونوبوليس [الإنجليزية] الفريق المهيمن في الدوري في ذلك الوقت، وفاز بلقبين من تلك المواسم. تقدم إيست إند للانضمام إلى دوري الدرجة الأولى في دوري كرة القدم عام 1892؛ جنبا إلى جنب مع أيرونوبوليس قاموا باستطلاع صوت واحد فقط. طُلب من كلاهما التقدم للالتحاق بالدرجة الثانية، ورفض كلاهما. 
شارك النادي في كأس الاتحاد الإنجليزي ولعب ضد سندرلاند ألبيون [الإنجليزية] في الجولة التأهيلية، وخسر في النهاية بنتيجة 4-2. كانت محاولتهم الثانية بعد عام أفضل قليلاً وصلوا إلى الدور الأول في مباراة خسروا فيها أمام نوتنغهام فورست.

### الاتحاد مع ويست إند
وقع المنافسون المحليون من جميع أنحاء المدينة (مثل نيوكاسل ويست إند، الذي يشارك أيضًا في دوري الشمال) في صعوبات مالية خطيرة واقترب من إيست إند بحثا عن اندماج. اندمج بعض طاقم العمل ولاعبي ويست إند مع إيست إند، وأصبحت الأرض التي يلعب بها ويست إند (سانت جيمس بارك) ملعب للنادي لأنه كان متفوقًا على طريق تشيلينجهام.
في ديسمبر 1892، قرر النادي اعتماد اسم جديد تقديراً للاندماج، وشملت الأسماء المقترحة نيوكاسل رينجرز ونيوكاسل سيتي ونيوكاسل يونايتد. تم تحديد الاسم الأخير عند الإشارة إلى اتحاد شرق وغرب نيوكاسل. تم قبول تغيير الاسم من قبل اتحاد كرة القدم في 22 ديسمبر، ولكن تغيير الاسم لم يتم تشكيله قانونيًا باسم شركة نيوكاسل يونايتد لكرة القدم المحدودة حتى 6 سبتمبر 1895. 

## الألوان
كانت الألوان الأصلية والأكثر شيوعًا للنادي هي القمصان الحمراء، مع شورت أبيض وجوارب سوداء. على الرغم من حقيقة أن هذا كان الزي الذي ارتدوه لأول مرة. وأن الطقم تم تسليمه إلى نيوكاسل يونايتد بعد الاندماج، إلا أن المجموعة الثانية اكتسبت مزيدًا من الاهتمام في بعض المصادر.
كانت المجموعة الثانية عبارة عن تغيير قصير في الألوان خلال منتصف ثمانينيات القرن التاسع عشر، وكانت هذه المجموعة مكونة من قميص مخطط باللونين الأحمر والأبيض، مع شورت باللون الكحلي وجوارب سوداء. يعتبر هذا الأمر مثيرًا للسخرية في تاريخ نيوكاسل يونايتد، لأن ساندرلاند المنافس الرئيسي للنادي استخدم نفس الألوان.